# Fontaine du Trésor
Fontaine du Trésor je fontána v Paříži. Nachází se na konci ulice Rue du Trésor.

## Historie
Na konci 19. století bylo rozhodnuto, že se propojí Rue Vieille-du-Temple a Rue des Écouffes tím, že bude na místě paláce maršála d'Effiat, otce markýze de Cinq-Mars, proražena nová ulice. Tak vznikla v roce 1882 slepá ulice Rue du Trésor.
Fontána byla postavena ve stejné době jako ulice na jejím konci na místě vstupu do bývalého paláce.

## Popis
Jednalo se o monumentální kašnu s vysokým průčelím, které bylo v době výstavby zakončeno frontonem (posléze odstraněným). Kašna již neslouží svému účelu a původní nádrž je nepřístupná, skrytá za keři.